# Rabe-Mobil
Rabe-Mobil war eine deutsche Automarke.

## Unternehmensgeschichte
Ludwig Rabe betrieb in Uelzen einen Fahrrad- und Eisenwarenhandel. 1911 begann die Produktion von Automobilen. Der Markenname lautete Rabe-Mobil. 1914 endete die Produktion.

## Fahrzeuge
Das Unternehmen stellte Einspurwagen her. Das waren verkleidete Motorräder mit seitlichen Stützrädern, die einziehbar waren.